# Havekes Mölle
Havekes Mölle is een in 1898 gebouwde windmolen aan het Havekespad in Twello in de Nederlandse gemeente Voorst. De molen vervangt een eerdere bouwvallig geworden standerdmolen uit de 14e eeuw op dezelfde plaats. De stellingmolen bestaat uit een achtkante houten molen, geplaatst op een gemetselde achtkante voet. De stellinghoogte bedraagt 6,80 m. Na verkoop van de molen in 1919 is het grootste deel van het gaande werk verwijderd om plaats te maken voor silo's en is er in de molen alleen maar elektrisch gemalen. In 1975 is Havekes Mölle maalvaardig gerestaureerd, waarna hij een tijdlang in gebruik was. Nadat de molen in 1982 stilgezet werd, is in 1983 de stichting Behoud Havekes Mölle opgericht. Deze stichting is nu eigenaar van de molen. Havekes Mölle is op zaterdagen te bezoeken.
De korenmolen wordt gebruikt voor het malen van graan, zowel voor menselijke consumptie als voor veevoer. Hiervoor zijn 2 koppels 16der kunststenen aanwezig.
Het gevlucht is oud-Hollands. De gelaste roeden zijn gemaakt door de firma Brunia en in 1975 gestoken. De binnenroede heeft het nummer 74 en de buitenroede nummer 73.
De wieken worden op de wind gezet met een kruirad. De kap draait op neuten.
De molen wordt gevangen met een vlaamse vang en bediend met een vangstok die beschilderd is met prinsjeswerk.
De gietijzeren bovenas gemaakt door de firma De Prins van Oranje te 's-Hage stamt uit 1903 en is 5,05 meter lang. De as is in 1938 in de molen geplaatst en is afkomstig van de gesloopte Oude Molen in het Overijsselse Den Ham.
Het luiwerk is een sleepluiwerk.

## Overbrengingen
- De overbrengingsverhouding is 1 : 5,91 respectievelijk 6,67.
- Het bovenwiel heeft 65 kammen en de bonkelaar heeft 33 kammen. De koningsspil draait hierdoor 1,97 keer sneller dan de bovenas. De steek, de afstand tussen de kammen is 10,7 cm.
- Het spoorwiel heeft 105 kammen en de steenrondsels 35 respectievelijk 31 staven. De steenrondsels draaien hierdoor 3 respectievelijk 3,39 keer sneller dan de koningsspil en 5,91 respectievelijk 6,67 keer sneller dan de bovenas. De steek is 9 cm.

## Fotogalerij

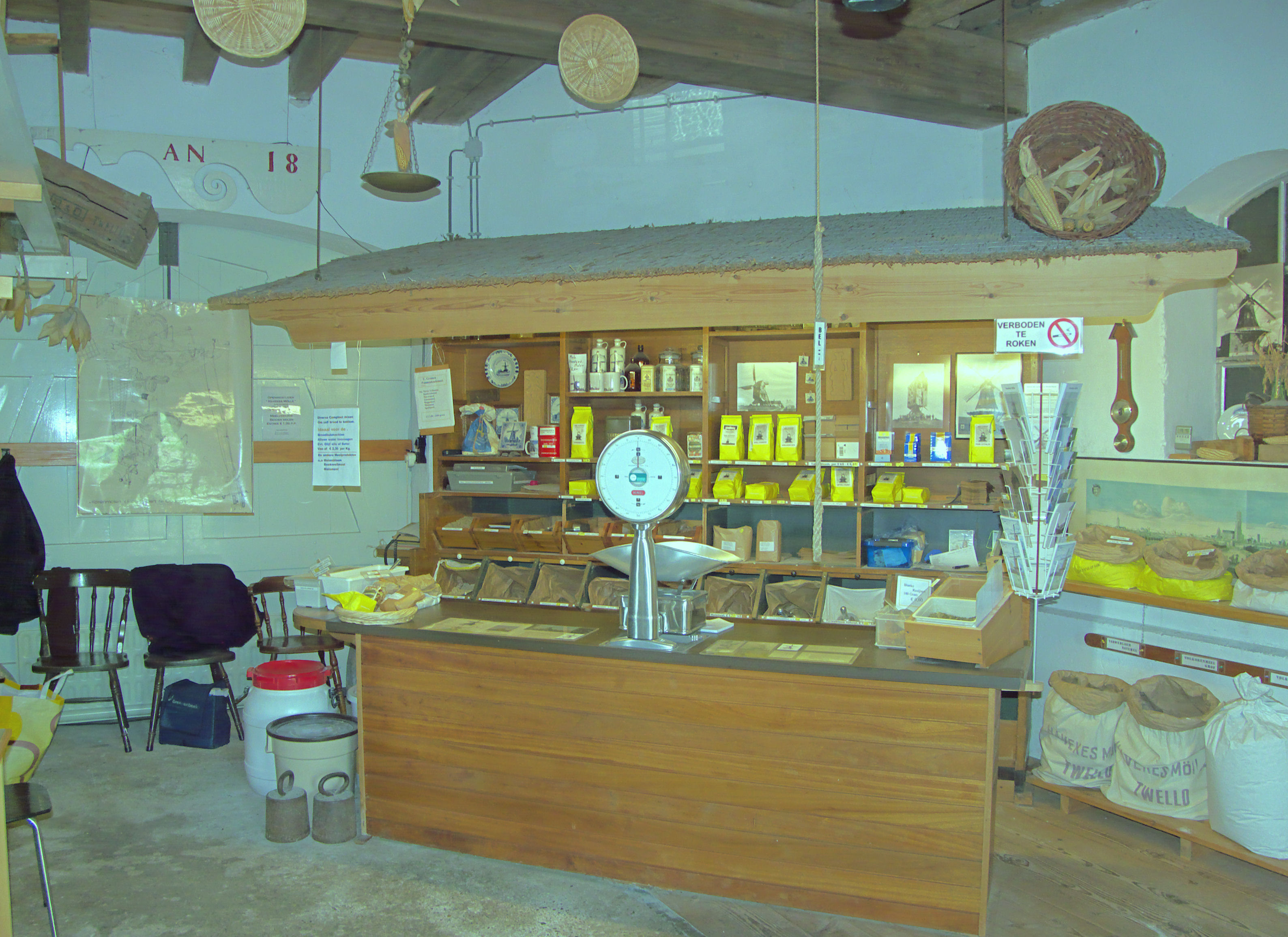
Winkel
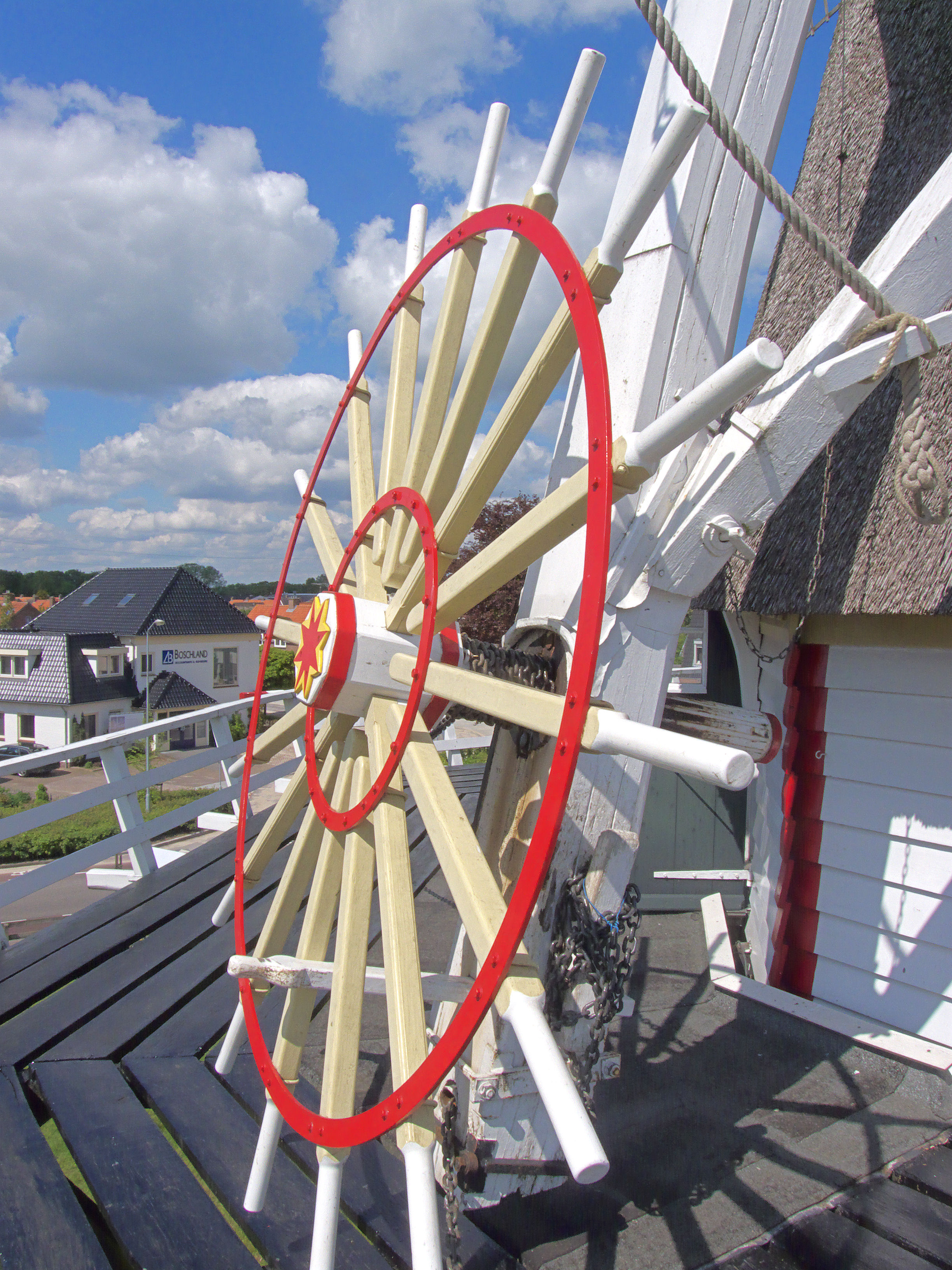
Kruiwiel
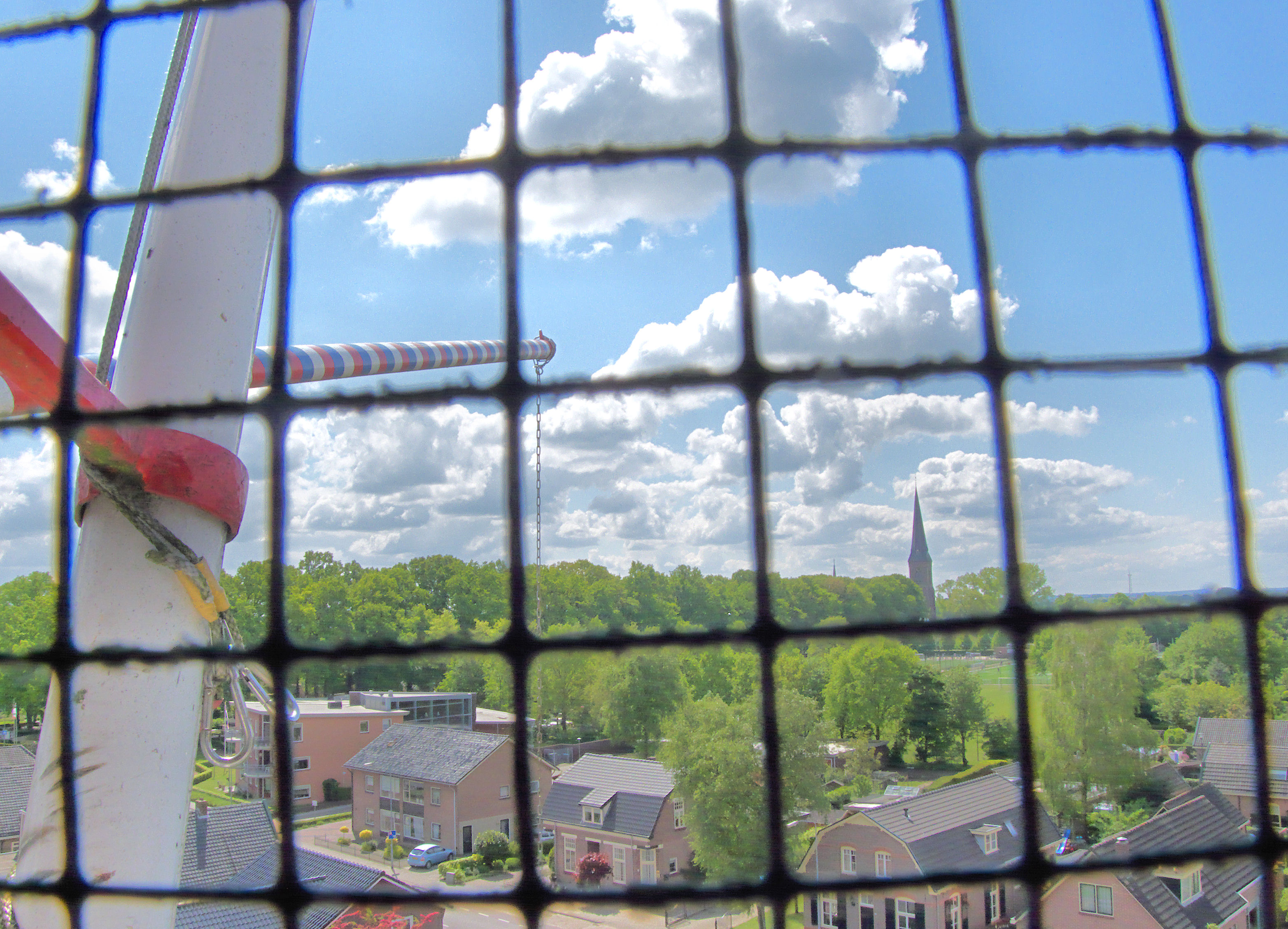
Wipstok met prinsjeswerk
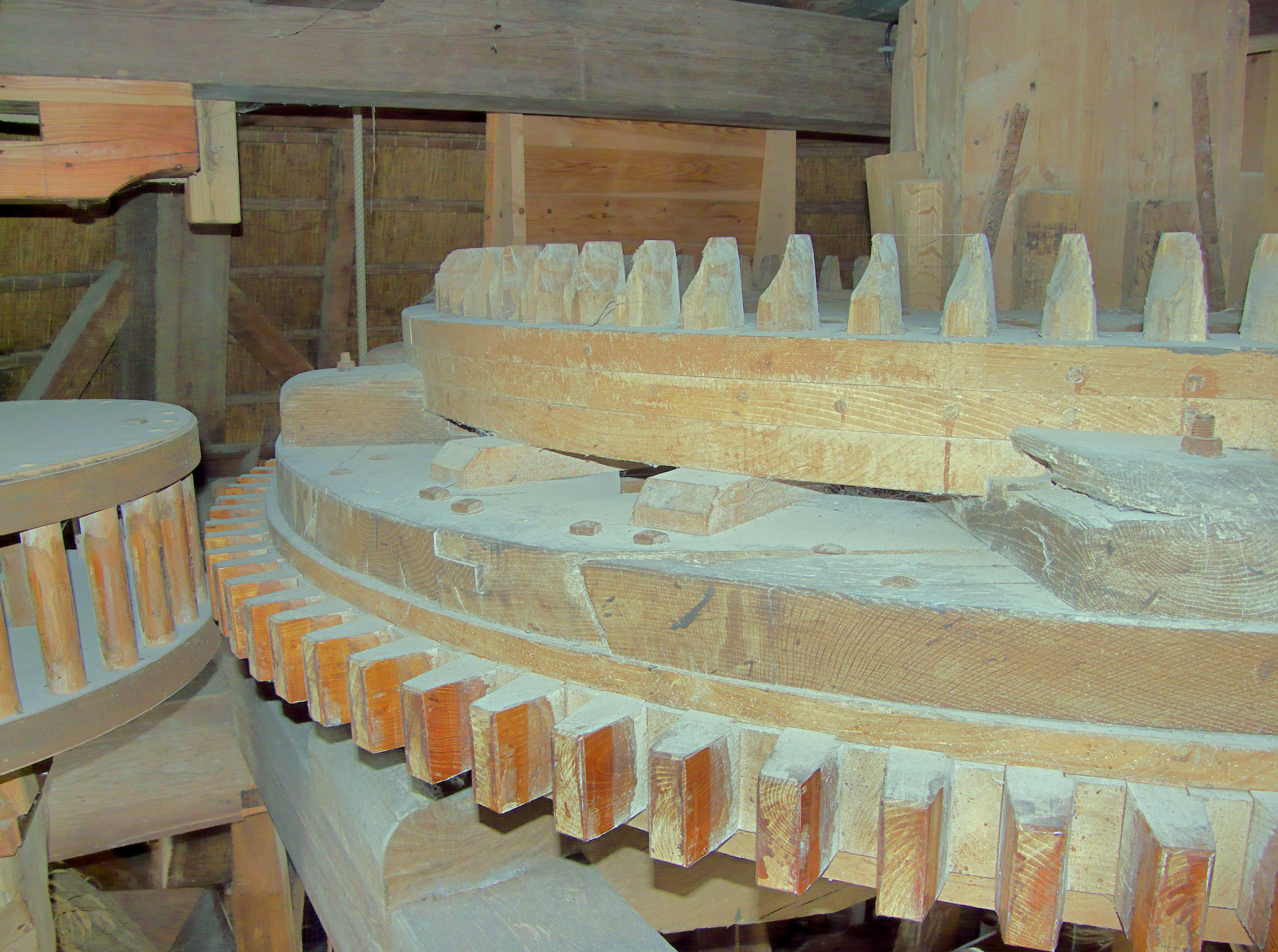
Spoorwiel met extra tandkrans voor voormalige elektrische aandrijving
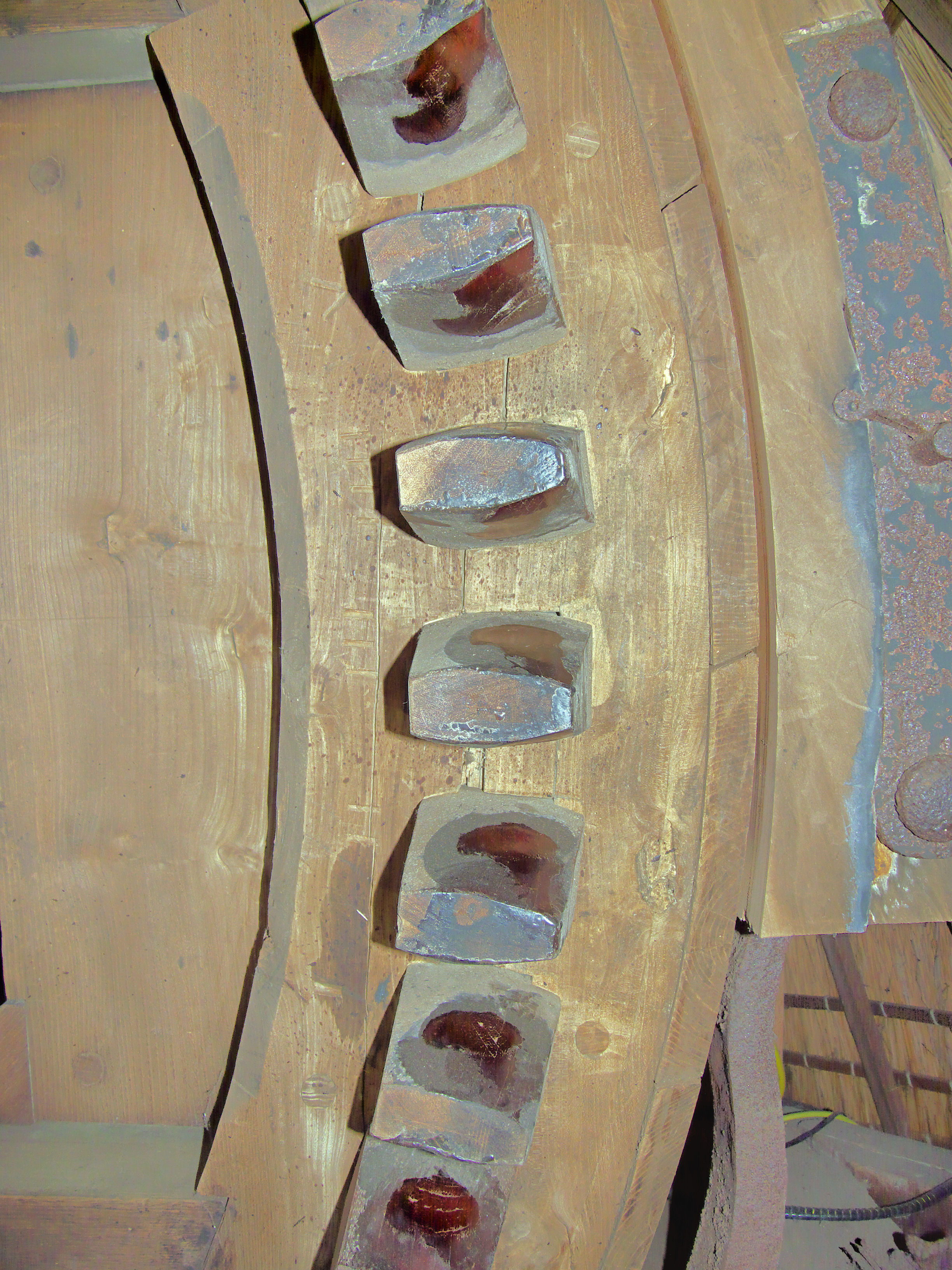
De vijf genummerde kammen werden voor het elektrisch malen verwijderd uit het bovenwiel
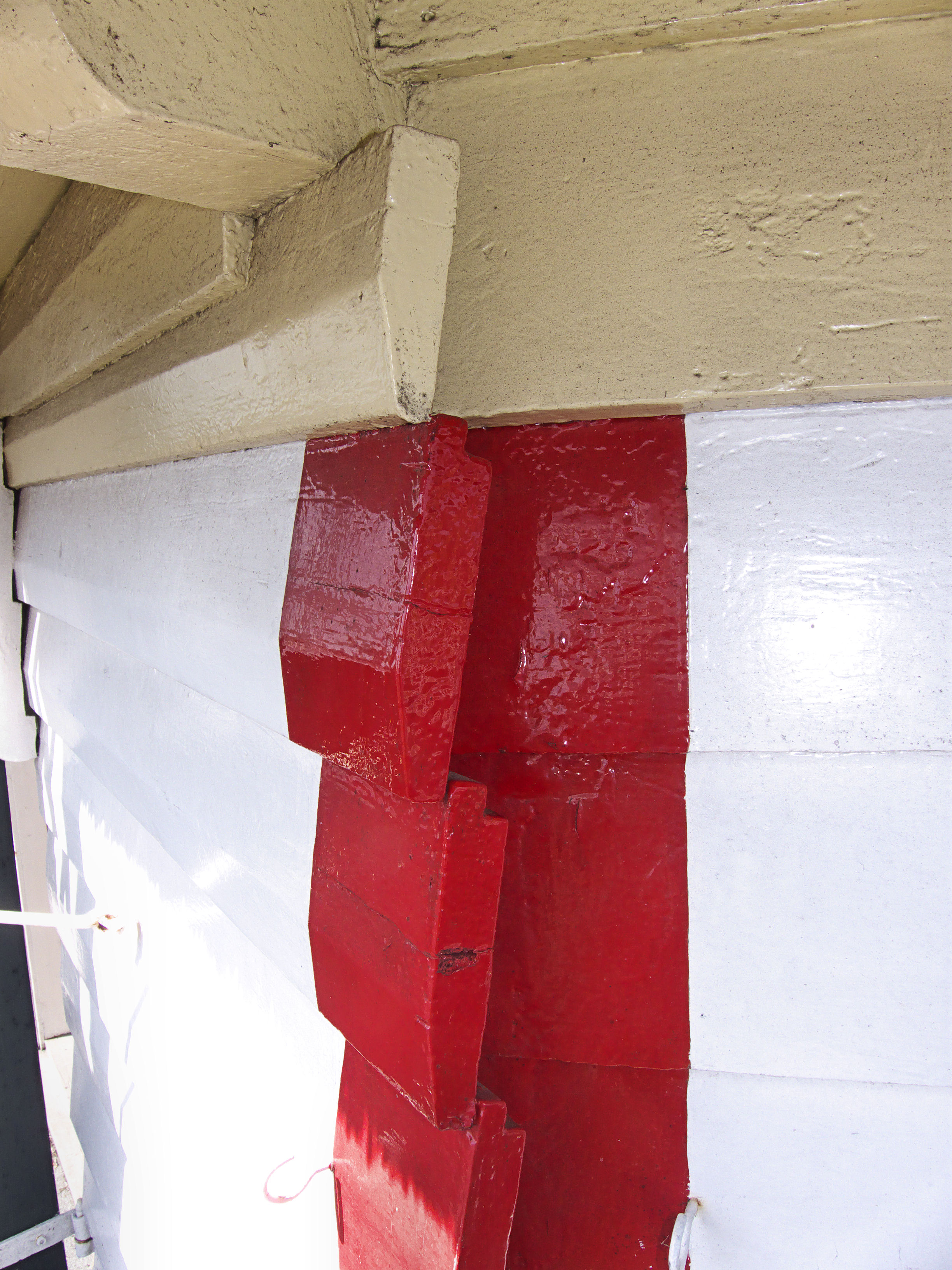
Weegplanken gemaakt van oude voorzoom
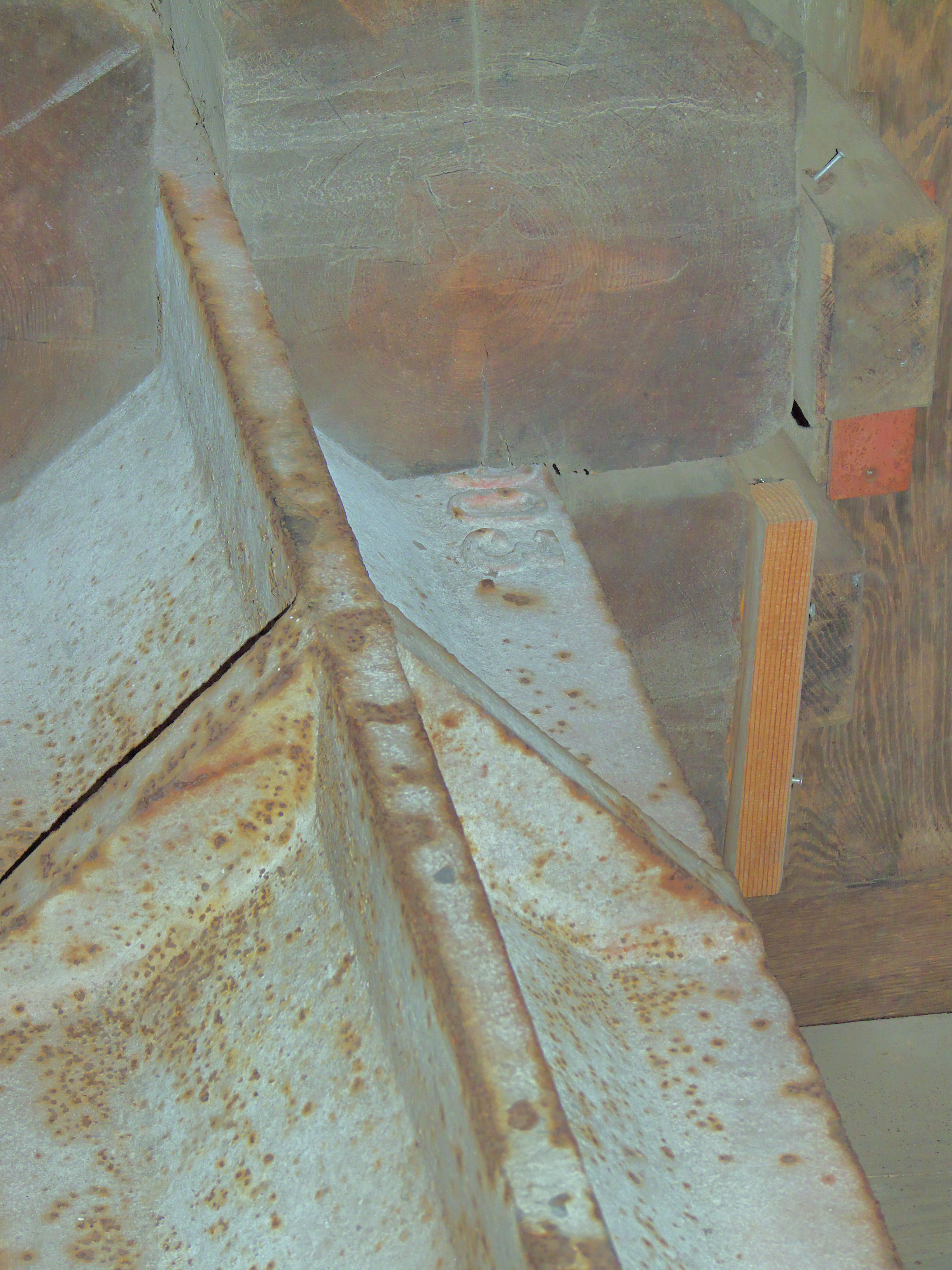
Bovenas met jaartal 1903
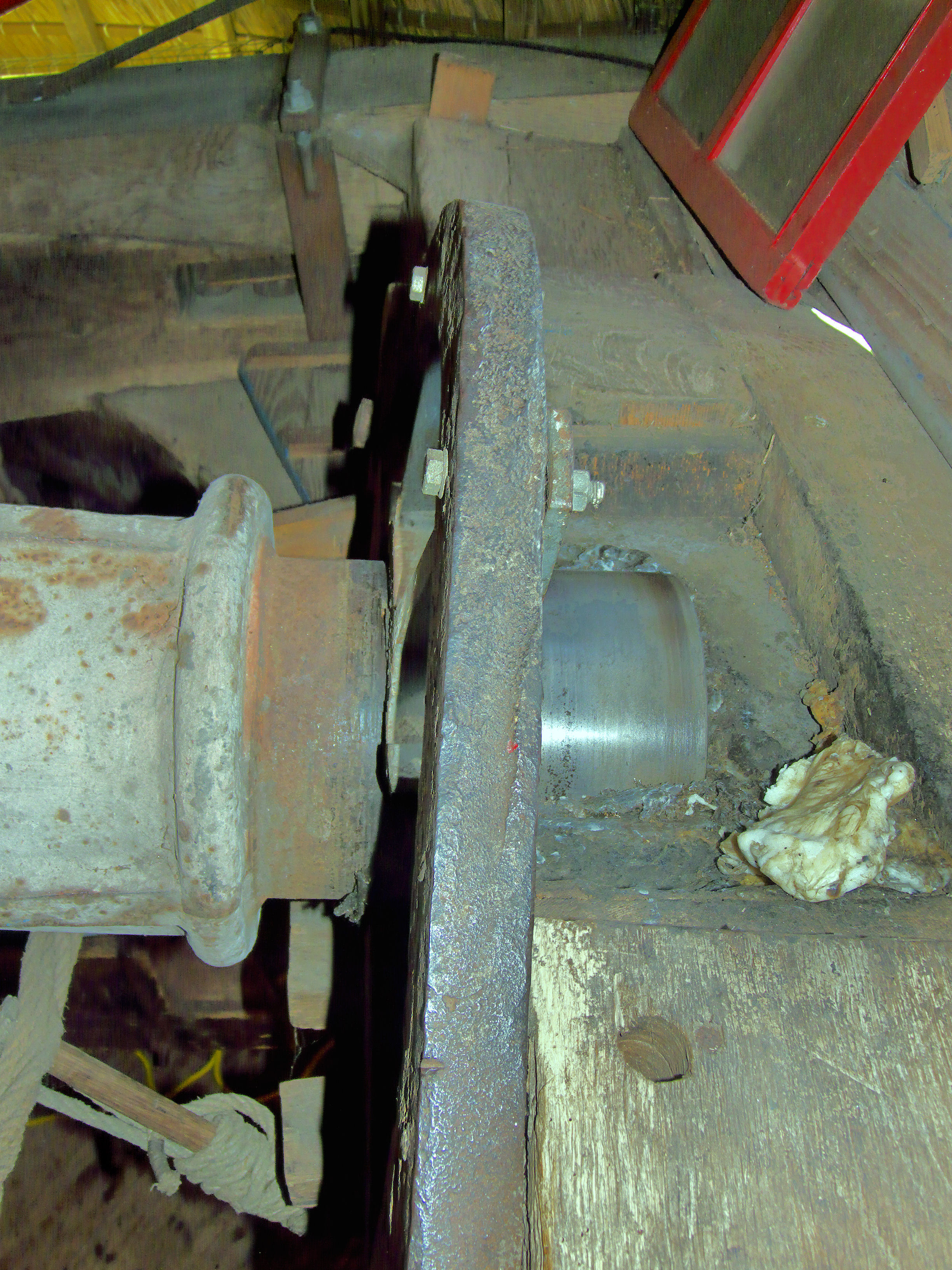
Springbeugel
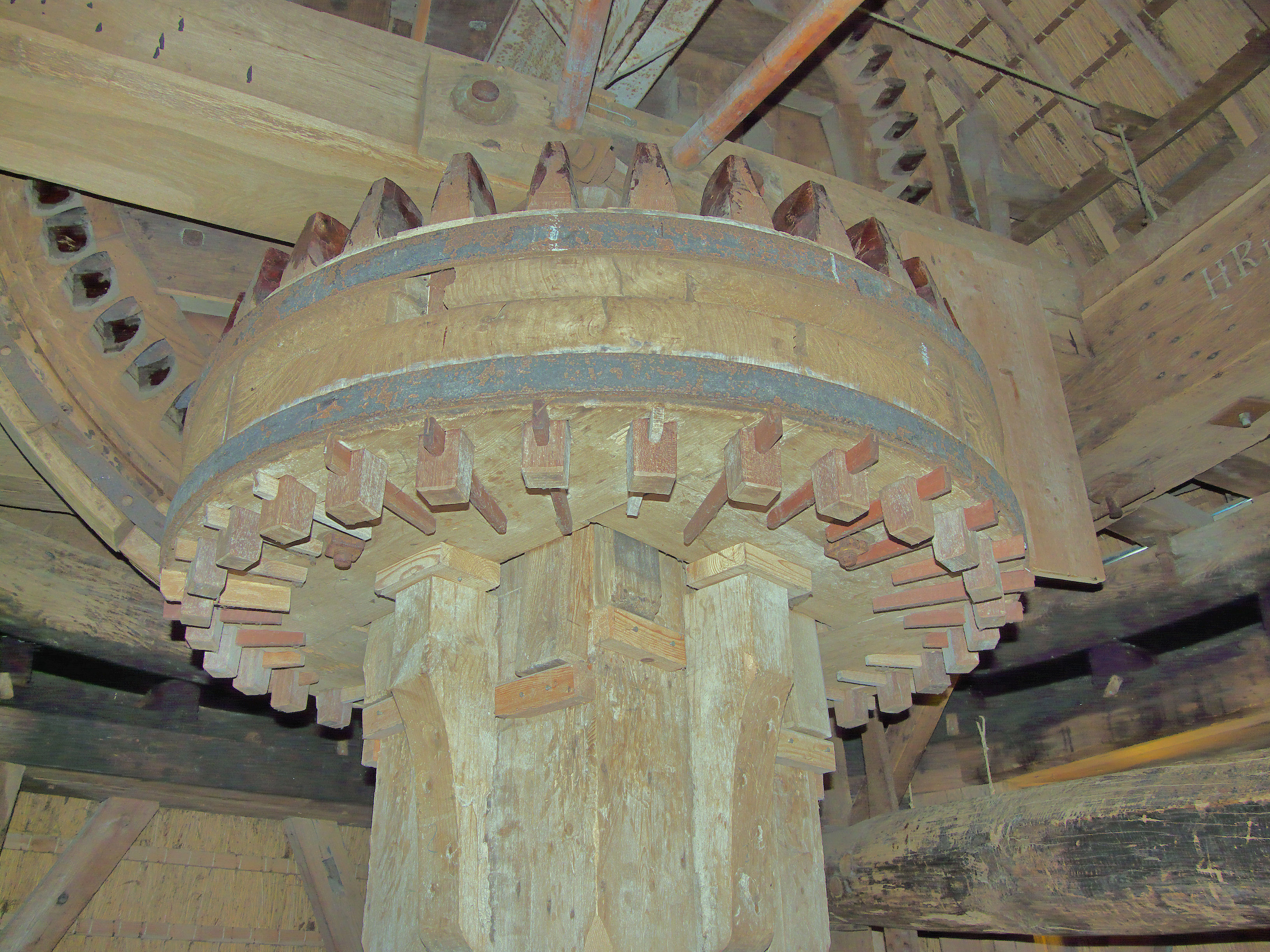
Bonkelaar
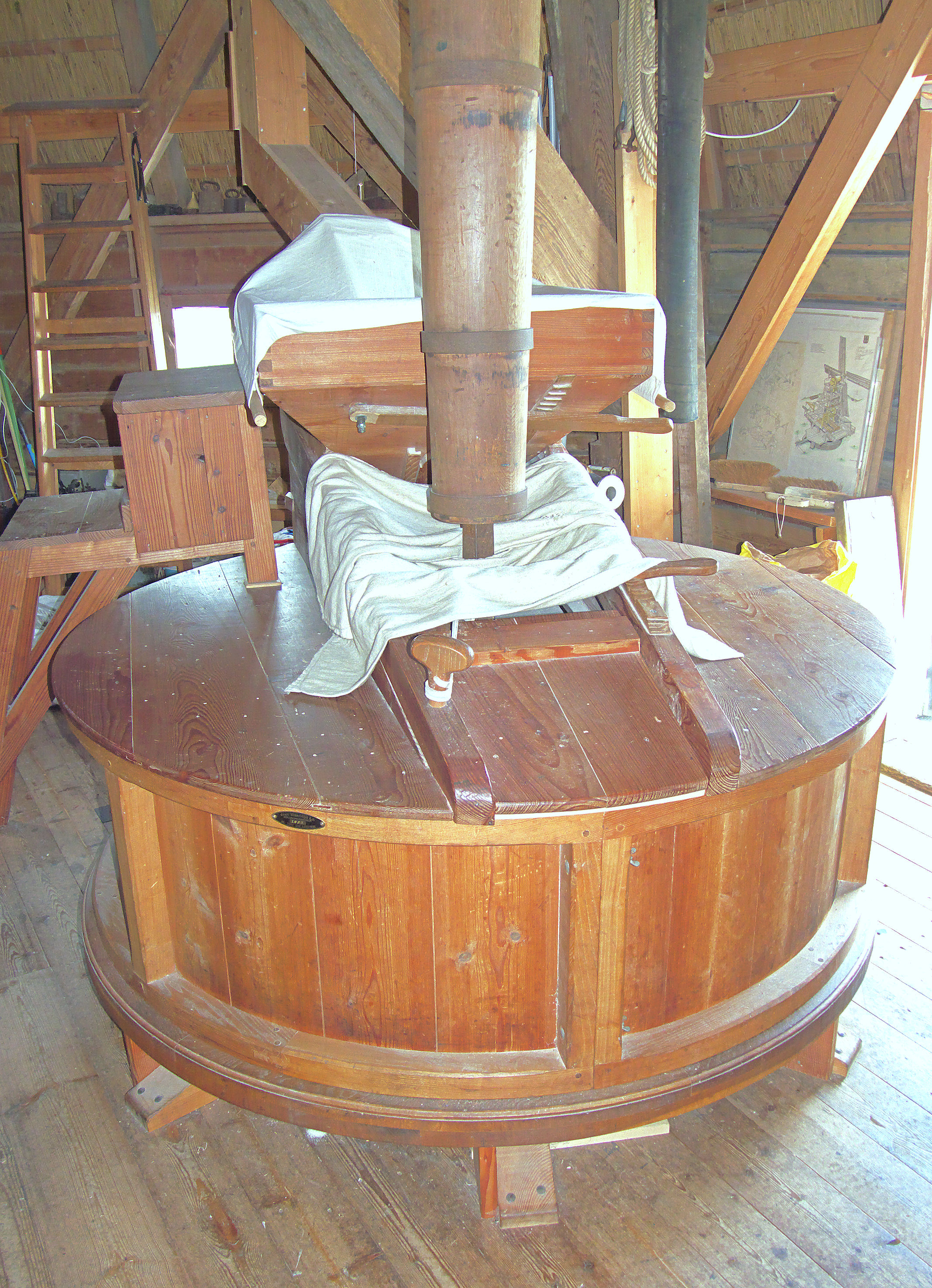
Een van de maalkoppels